# Mörrumsån Angölsmåla naturreservat
Mörrumsån Angölsmåla naturreservat är ett naturreservat i Olofströms kommun i Blekinge.
Reservatet bildades 2023 och omfattar 41 hektar. Reservatet ligger strax väster om Mörrumsån, norr om Hemsjö. Området består av ett gammalt småskaligt odlingslandskap med hagmarker, lövängar och ädellövskogetesmarker.